# Riau Airlines
Riau Airlines – nieistniejąca indonezyjska linia lotnicza z siedzibą w Pekanbaru. Głównym hubem był port lotniczy Pekanbaru.
W 2012 linia zakończyła działalność, a w 2014 ogłosiła bankructwo.